# NK Dugopolje
Nogometni Klub Dugopolje is een Kroatische voetbalclub uit Dugopolje.

## Erelijst
| Nationaal          |    |         |
| Kampioen Duga HNL  | 1x | 2011/12 |
| Kampioen Treća HNL | 1x | 2009/10 |

## Eindklasseringen vanaf 1995
| Seizoen | Competitie           | Niveau | Eindstand | Beker     | Opmerking                                                      |
| ------- | -------------------- | ------ | --------- | --------- | -------------------------------------------------------------- |
| 1994/95 | 3. HNL-Zuid          | III    | 4         | --        |                                                                |
| 1995/96 | 3. HNL-Zuid          | III    | 12        | --        |                                                                |
| 1996/97 | 3. HNL-Zuid          | III    | 10        | --        |                                                                |
| 1997/98 | ŽNL 1 Split-Dalmatië | IV     | 1         | --        |                                                                |
| 1998/99 | ŽNL 1 Split-Dalmatië | IV     | 10        | voorronde |                                                                |
| 1999/00 | ŽNL 1 Split-Dalmatië | IV     | 5         | --        |                                                                |
| 2000/01 | ŽNL 1 Split-Dalmatië | IV     | 3         | --        |                                                                |
| 2001/02 | ŽNL 1 Split-Dalmatië | IV     | 2         | --        |                                                                |
| 2002/03 | ŽNL 1 Split-Dalmatië | IV     | 3         | --        |                                                                |
| 2003/04 | ŽNL 1 Split-Dalmatië | IV     | 2         | --        |                                                                |
| 2004/05 | 3. HNL-Zuid          | III    | 4         | --        |                                                                |
| 2005/06 | 3. HNL-Zuid          | III    | 4         | --        |                                                                |
| 2006/07 | 3. HNL-Zuid          | III    | 2         | --        |                                                                |
| 2007/08 | 3. HNL-Zuid          | III    | 6         | --        |                                                                |
| 2008/09 | 3. HNL-Zuid          | III    | 13        | --        |                                                                |
| 2009/10 | 3. HNL-Zuid          | III    | 1         | --        |                                                                |
| 2010/11 | 2. HNL               | II     | 8         | --        |                                                                |
| 2011/12 | 2. HNL               | II     | 1         | voorronde | Kreeg geen licentie voor 1. HNL; Liga-topscorer: Alen Guć (16) |
| 2012/13 | 2. HNL               | II     | 8         | --        |                                                                |
| 2013/14 | 2. HNL               | II     | 10        | --        |                                                                |
| 2014/15 | 2. HNL               | II     | 7         | --        |                                                                |
| 2015/16 | 2. HNL               | II     | 7         | --        |                                                                |
| 2016/17 | 2. HNL               | II     | 6         | --        |                                                                |
| 2017/18 | 2. HNL               | II     | 6         | --        |                                                                |
| 2018/19 | 2. HNL               | II     | 5         | --        |                                                                |
| 2019/20 | 2. HNL               | II     | 10        | --        |                                                                |
| 2020/21 | 2. HNL               | II     | 8         | --        |                                                                |
| 2021/22 | 2. HNL               | II     | 10        | 1e ronde  |                                                                |
| 2022/23 | 1. HNL               | II     | 10        | --        |                                                                |
| 2023/24 | 1. HNL               | II     | 7         |           |                                                                |
| 2024/25 | 1. HNL               | II     | .         |           |                                                                |

## Bekende (oud-)spelers
- Franko Andrijašević
- Tomislav Kiš